# Opéra de Toulon

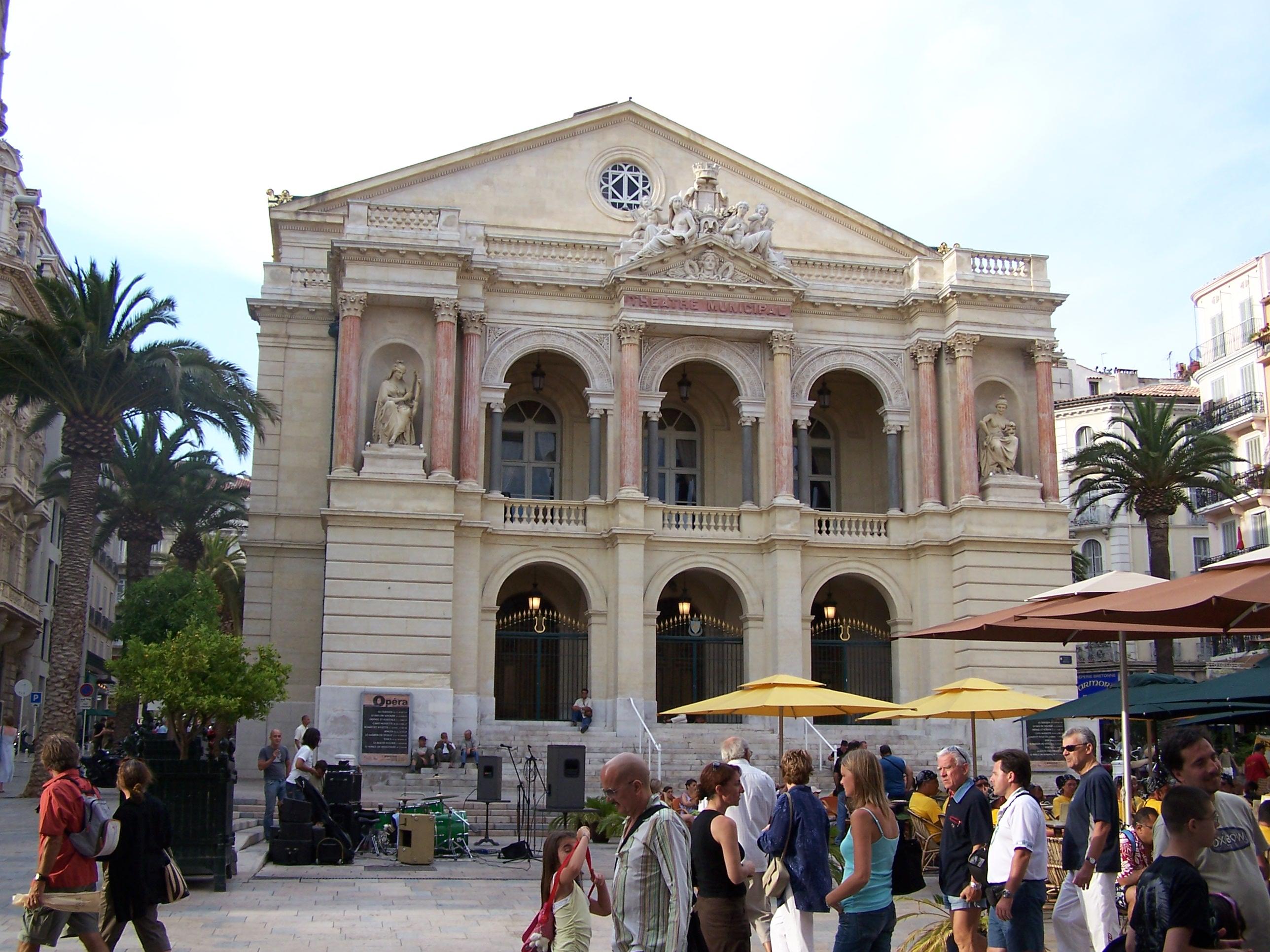
Ansicht von Süden

Die Opéra de Toulon ist ein Opernunternehmen in der französischen Hafenstadt Toulon.
Das Haus wurde zwischen 1860 und 1862 von Léon Feuchère errichtet und von Théodore Charpentier fertiggestellt. Es wurde am 12. Oktober 1862 eingeweiht (der Bau inspirierte die Gründung und den Bau der Nationaloper von Paris, die 13 Jahre später eröffnet wurde).
1988 wurde es als historisches Denkmal von Frankreich klassifiziert. Es hat 1329 Plätze und ist eines der größten Opernhäuser in Frankreich.